# 2018 NBA Draft
2018 NBA Draft odbył się 21 czerwca 2018 w Brooklynie, w hali Barclays Center o 19 czasu lokalnego. W Stanach Zjednoczonych był transmitowany przez stację ESPN. Z numerem pierwszym przez Phoenix Suns wybrany został Bahamczyk Deandre Ayton.

## Draft
| PG    | Rozgrywający                        |
| SG    | Rzucający obrońca                   |
| SF    | Niski skrzydłowy                    |
| PF    | Silny skrzydłowy                    |
| C     | Środkowy                            |
| (Fr.) | freshman - zawodnik pierwszego roku |
| (So.) | sophomore - zawodnik drugiego roku  |
| (Jr.) | junior - zawodnik trzeciego roku    |
| (Sr.) | senior - zawodnik ostatniego roku   |

| * | Zawodnicy, którzy zostali wybrani do All-Star Game i All-NBA Team |
| + | Zawodnicy, którzy zostali wybrani do All-Star Game                |
| x | Zawodnicy, którzy zostali wybrani do All-NBA Team                 |

### Pierwsza runda
| Wybór | Zawodnik                | Pozycja | Narodowość                 | Drużyna                                                      | Uczelnia / poprzedni klub |
| ----- | ----------------------- | ------- | -------------------------- | ------------------------------------------------------------ | ------------------------- |
| 1     | Deandre Ayton           | C       | Bahamy                     | Phoenix Suns                                                 | Arizona (Fr.)             |
| 2     | Marvin Bagley III       | PF      | Stany Zjednoczone          | Sacramento Kings                                             | Duke (Fr.)                |
| 3     | Luka Dončić             | SG      | Słowenia                   | Atlanta Hawks (wymieniony do Dallas)                         | Real Madrid (Hiszpania)   |
| 4     | Jaren Jackson Jr.       | PF      | Stany Zjednoczone          | Memphis Grizzlies                                            | Michigan State (Fr.)      |
| 5     | Trae Young              | PG      | Stany Zjednoczone          | Dallas Mavericks (wymieniony do Atlanta)                     | Oklahoma (Fr.)            |
| 6     | Mohamed Bamba           | C       | Stany Zjednoczone          | Orlando Magic                                                | Texas (Fr.)               |
| 7     | Wendell Carter          | C       | Stany Zjednoczone          | Chicago Bulls                                                | Duke (Fr.)                |
| 8     | Collin Sexton           | PG      | Stany Zjednoczone          | Cleveland Cavaliers                                          | Alabama (Fr.)             |
| 9     | Kevin Knox              | SF      | Stany Zjednoczone          | New York Knicks                                              | Kentucky (Fr.)            |
| 10    | Mikal Bridges           | SF      | Stany Zjednoczone          | Philadelphia 76ers (od LA Lakers, wymieniony do Phoenix)     | Villanova (Jr.)           |
| 11    | Shai Gilgeous-Alexander | SG      | Kanada                     | Charlotte Hornets (wymieniony do LA Clippers)                | Kentucky (Fr.)            |
| 12    | Miles Bridges           | SF      | Stany Zjednoczone          | Los Angeles Clippers (od Detroit, wymieniony do Charlotte)   | Duke (So.)                |
| 13    | Jerome Robinson         | SG      | Stany Zjednoczone          | Los Angeles Clippers                                         | Boston College (Jr.)      |
| 14    | Michael Porter Jr.      | SF      | Stany Zjednoczone          | Denver Nuggets                                               | Missouri (Fr.)            |
| 15    | Troy Brown              | SF      | Stany Zjednoczone          | Washington Wizards                                           | Oregon (Fr.)              |
| 16    | Zhaire Smith            | SF      | Stany Zjednoczone          | Phoenix Suns (od Miami, wymieniony do Philadelphia)          | Texas Tech (Fr.)          |
| 17    | Donte DiVincenzo        | SG      | Stany Zjednoczone          | Milwaukee Bucks                                              | Villanova (So.)           |
| 18    | Lonnie Walker           | SG      | Stany Zjednoczone          | San Antonio Spurs                                            | Miami (Fr.)               |
| 19    | Kevin Huerter           | SG      | Stany Zjednoczone          | Atlanta Hawks (od Minnesota)                                 | Maryland (So.)            |
| 20    | Josh Okogie             | SG      | Nigeria/ Stany Zjednoczone | Minnesota Timberwolves (od Oklahoma City przez Utah)         | Arizona (Sr.)             |
| 21    | Grayson Allen           | SG      | Stany Zjednoczone          | Utah Jazz                                                    | Duke (Sr.)                |
| 22    | Chandler Hutchison      | SF/SG   | Stany Zjednoczone          | Chicago Bulls (od New Orleans)                               | Boise State (Jr.)         |
| 23    | Aaron Holiday           | PG      | Stany Zjednoczone          | Indiana Pacers                                               | UCLA (Jr.)                |
| 24    | Anfernee Simons         | SG      | Stany Zjednoczone          | Portland Trail Blazers                                       | IMG Academy (Pg.)         |
| 25    | Moritz Wagner           | PF/C    | Niemcy                     | Los Angeles Lakers (od Cleveland przez Portland i Cleveland) | Michigan (Jr.)            |
| 26    | Landry Shamet           | PG      | Stany Zjednoczone          | Philadelphia 76ers                                           | Wichita State (So.)       |
| 27    | Robert Williams         | PF/SF   | Stany Zjednoczone          | Boston Celtics                                               | Texas A&M (So.)           |
| 28    | Jacob Evans             | SG      | Stany Zjednoczone          | Golden State Warriors                                        | Cincinnati (Jr.)          |
| 29    | Džanan Musa             | SF      | Bośnia i Hercegowina       | Brooklyn Nets (od Toronto)                                   | KK Cedevita (Chorwacja)   |
| 30    | Omari Spellman          | PF      | Stany Zjednoczone          | Utah Jazz (od Houston przez L.A. Clippers)                   | Villanova (Sr.)           |

### Druga runda
| Wybór | Zawodnik             | Pozycja | Narodowość        | Drużyna                                                                             | Uczelnia / poprzedni klub      |
| ----- | -------------------- | ------- | ----------------- | ----------------------------------------------------------------------------------- | ------------------------------ |
| 31    | Élie Okobo           | PG      | Francja           | Phoenix Suns                                                                        | Pau-Lacq-Orthez (Francja)      |
| 32    | Jevon Carter         | PG      | Stany Zjednoczone | Memphis Grizzlies                                                                   | West Virginia (Sr.)            |
| 33    | Jalen Brunson        | PG      | Stany Zjednoczone | Dallas Mavericks                                                                    | Villanova (Jr.)                |
| 34    | Devonte' Graham      | PG      | Stany Zjednoczone | Atlanta Hawks (wymieniony do Charlotte)                                             | Kansas (Sr.)                   |
| 35    | Melvin Frazier       | SF      | Stany Zjednoczone | Orlando Magic                                                                       | Tulane (Jr.)                   |
| 36    | Mitchell Robinson    | C       | Stany Zjednoczone | New York Knicks (od Chicago przez Oklahoma)                                         | Chalmette High School (HS Sr.) |
| 37    | Gary Trent           | SG      | Stany Zjednoczone | Sacramento Kings (wymieniony do Portland)                                           | Duke (Fr.)                     |
| 38    | Khyri Thomas         | SG      | Stany Zjednoczone | Philadelphia 76ers (od Brooklyn wymieniony do Detroit)                              | Creighton (Jr.)                |
| 39    | Isaac Bonga          | SF      | Niemcy            | Philadelphia 76ers (od New York wymieniony do LA Lakers)                            | Skyliners Frankfurt (Niemcy)   |
| 40    | Rodions Kurucs       | SF      | Łotwa             | Brooklyn Nets (od LA Lakers przez Orlando i Toronto)                                | FC Barcelona (Hiszpania)       |
| 41    | Jarred Vanderbilt    | SF      | Stany Zjednoczone | Orlando Magic (od Charlotte przez Memphis i Phoenix wymieniony do Denver)           | Kentucky (Fr.)                 |
| 42    | Bruce Brown          | SG      | Stany Zjednoczone | Detroit Pistons                                                                     | Miami (So.)                    |
| 43    | Justin Jackson       | SF      | Kanada            | Denver Nuggets (od LA Clippers przez Philadelphia i New York wymieniony do Orlando) | Maryland (So.)                 |
| 44    | Issuf Sanon          | PG      | Ukraina           | Washington Wizards                                                                  | KK Olimpija Lublana (Słowenia) |
| 45    | Hamidou Diallo       | SG      | Stany Zjednoczone | Brooklyn Nets (od Milwaukee wymieniony do Oklahoma przez Charlotte)                 | Kentucky (Sr.)                 |
| 46    | De'Anthony Melton    | SG      | Stany Zjednoczone | Houston Rockets (od Miami przez Memphis)                                            | USC (So.)                      |
| 47    | Swiatosław Mychajluk | SG      | Ukraina           | Los Angeles Lakers (od Denver przez Utah i Chicago)                                 | Kansas (Sr.)                   |
| 48    | Keita Bates-Diop     | SF      | Stany Zjednoczone | Minnesota Timberwolves                                                              | Ohio State (Jr.)               |
| 49    | Chimezie Metu        | PF      | Stany Zjednoczone | San Antonio Spurs                                                                   | USC (Jr.)                      |
| 50    | Alize Johnson        | PF      | Stany Zjednoczone | Indiana Pacers                                                                      | Missouri State (Sr.)           |
| 51    | Tony Carr            | PG      | Stany Zjednoczone | New Orleans Pelicans (od Chicago przez New Orleans, Miami i New Orleans)            | Penn State (So.)               |
| 52    | Vincent Edwards      | SF      | Stany Zjednoczone | Utah Jazz (wymieniony do Houston)                                                   | Purdue (Sr.)                   |
| 53    | Devon Hall           | SG      | Stany Zjednoczone | Oklahoma City Thunder                                                               | Virginia (Sr.)                 |
| 54    | Shake Milton         | PG      | Stany Zjednoczone | Dallas Mavericks (od Portland przez Denver wymieniony do Philadelphia)              | SMU (Jr.)                      |
| 55    | Arnoldas Kulboka     | SF      | Litwa             | Charlotte Hornets (od Cleveland przez Brooklyn i Philadelphia)                      | Orlandina Basket (Włochy)      |
| 56    | Ray Spalding         | PF      | Stany Zjednoczone | Philadelphia 76ers (wymieniony do Dallas)                                           | Louisville (Jr.)               |
| 57    | Kevin Hervey         | PF      | Stany Zjednoczone | Oklahoma City Thunder (od Boston Celtics)                                           | Texas-Arlington (Sr.)          |
| 58    | Thomas Welsh         | C       | Stany Zjednoczone | Denver Nuggets (od Golden State)                                                    | UCLA (Sr.)                     |
| 59    | George King          | SF      | Stany Zjednoczone | Phoenix Suns (od Toronto)                                                           | Colorado (Sr.)                 |
| 60    | Kostas Andetokunmbo  | SF      | Grecja            | Philadelphia 76ers (od Houston wymieniony do Dallas)                                | Dayton (Fr.)                   |

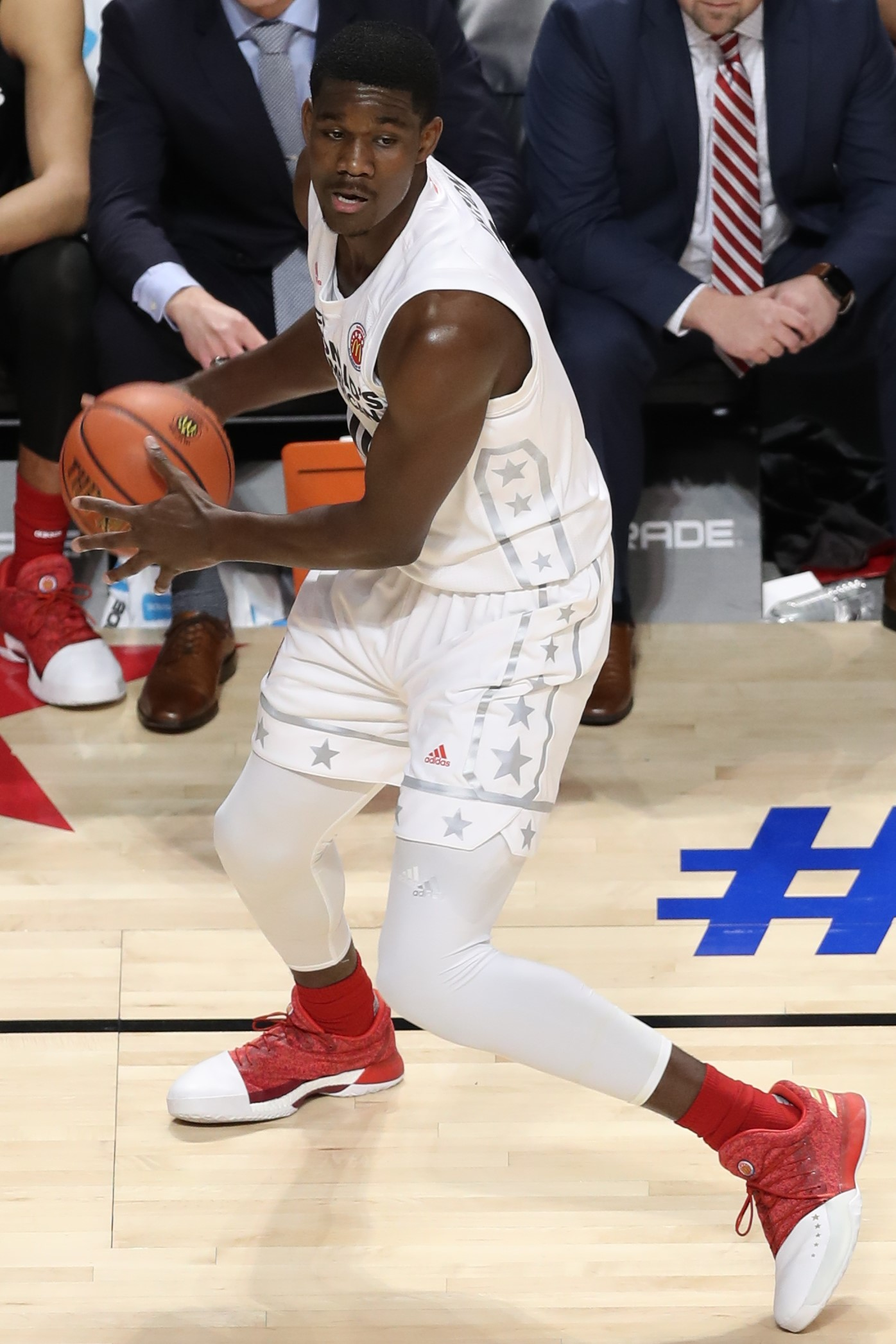
Deandre Ayton wybrany z pierwszym numerem przez Phoenix Suns.
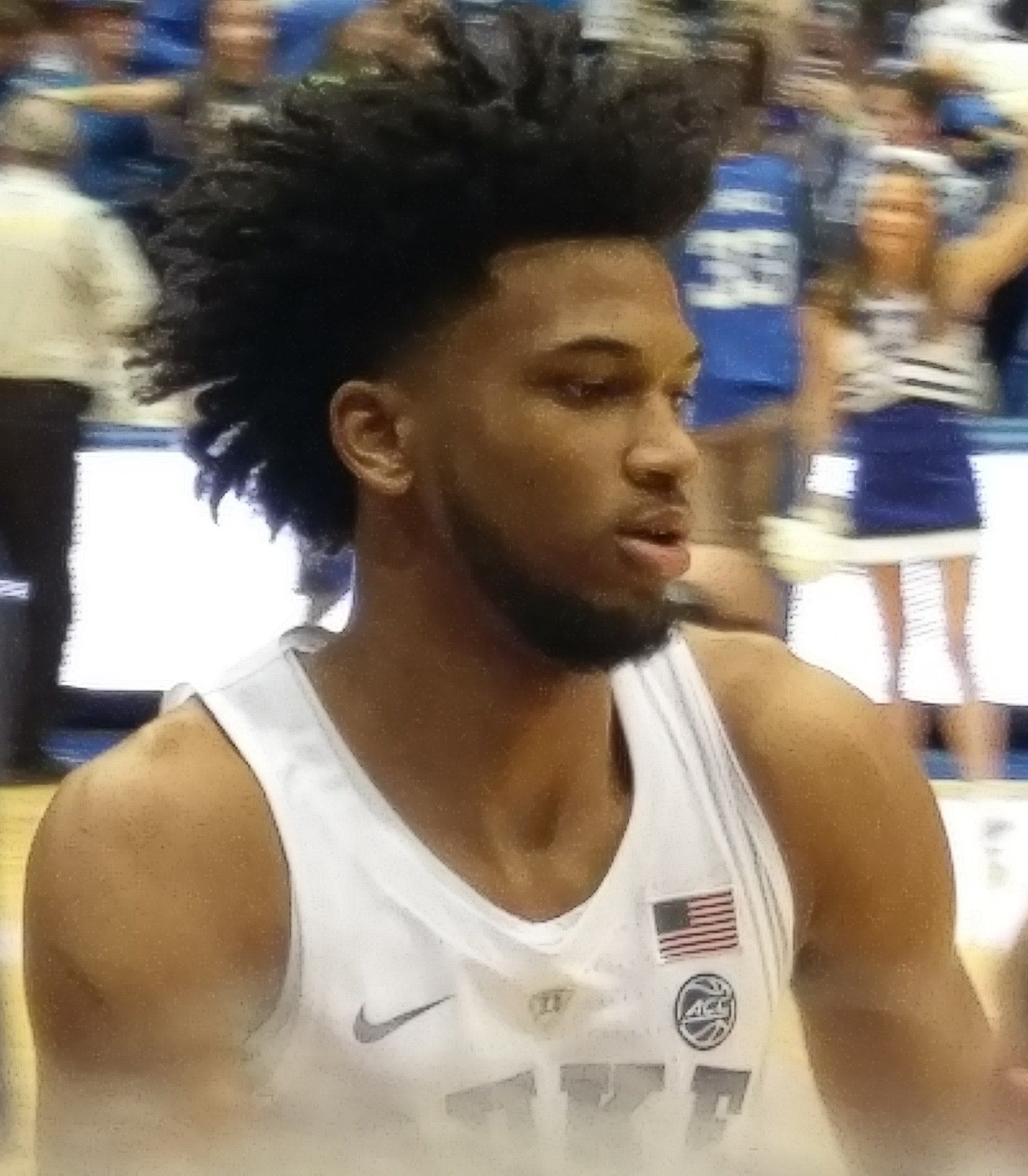
Marvin Bagley III wybrany z drugim numerem przez Sacramento Kings.
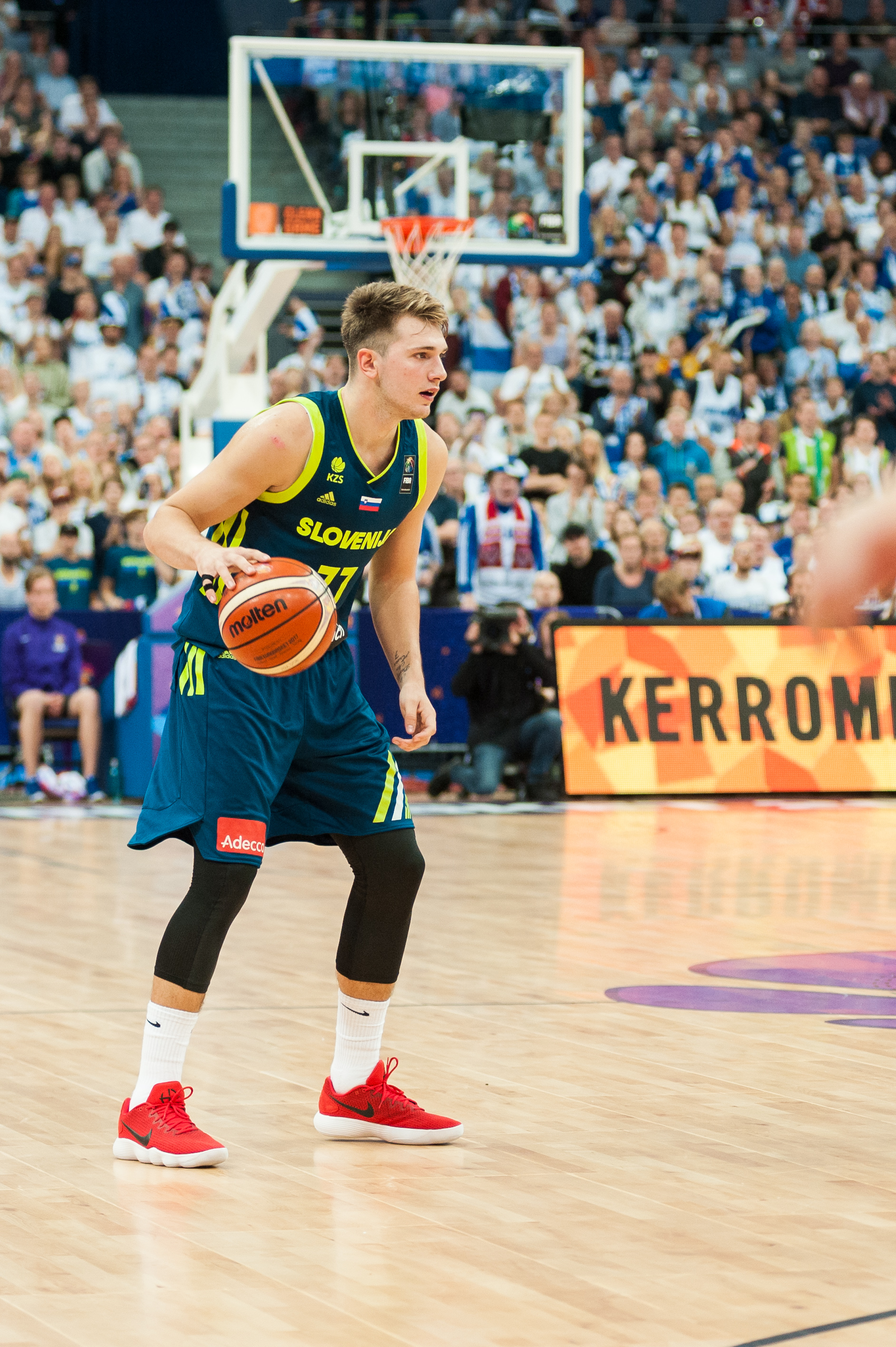
Luka Dončić wybrany z trzecim numerem przez Atlanta Hawks trafił do Dallas Mavericks.
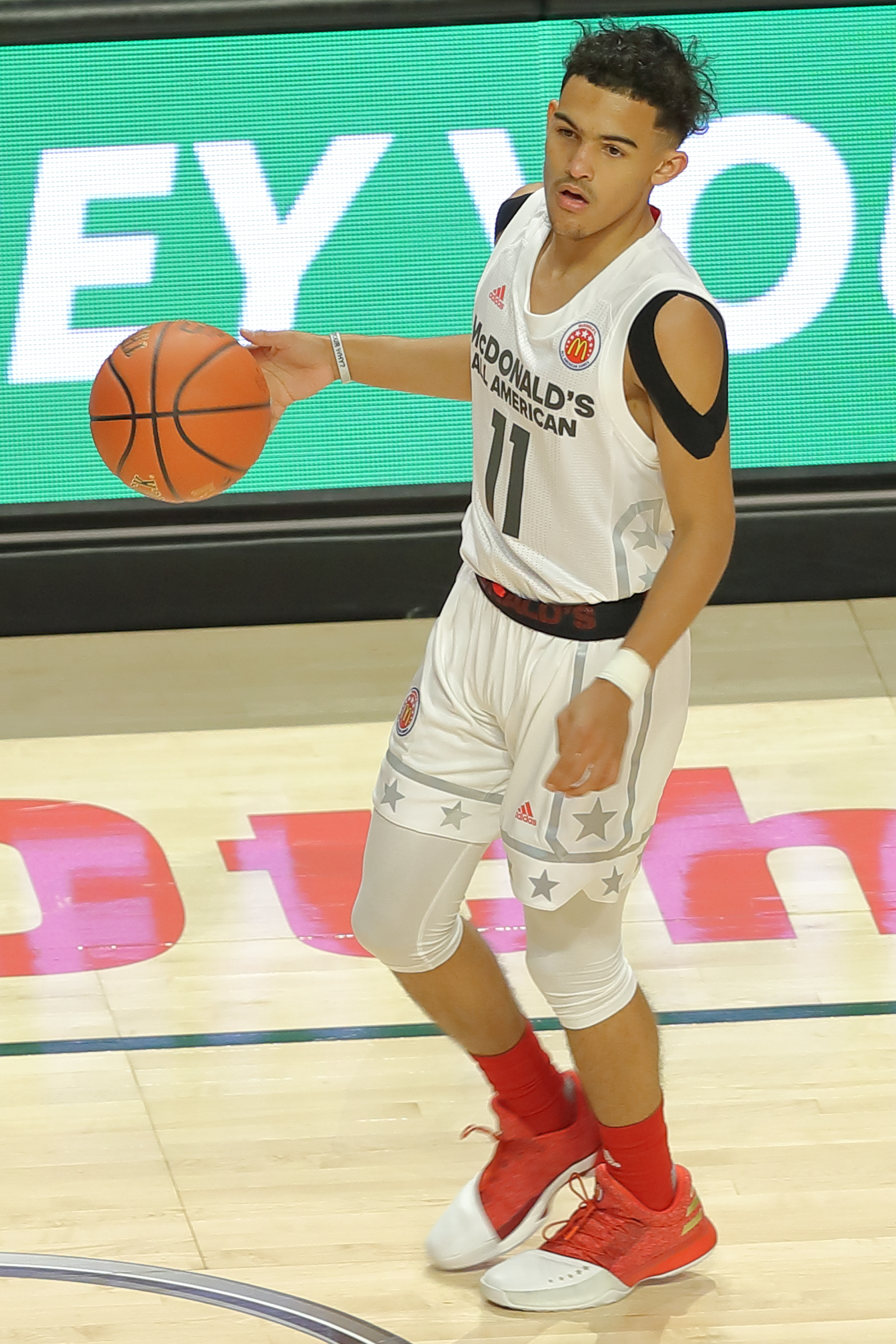
Trae Young wybrany z piątym numerem przez Dallas Mavericks oddany do Atlanta Hawks.
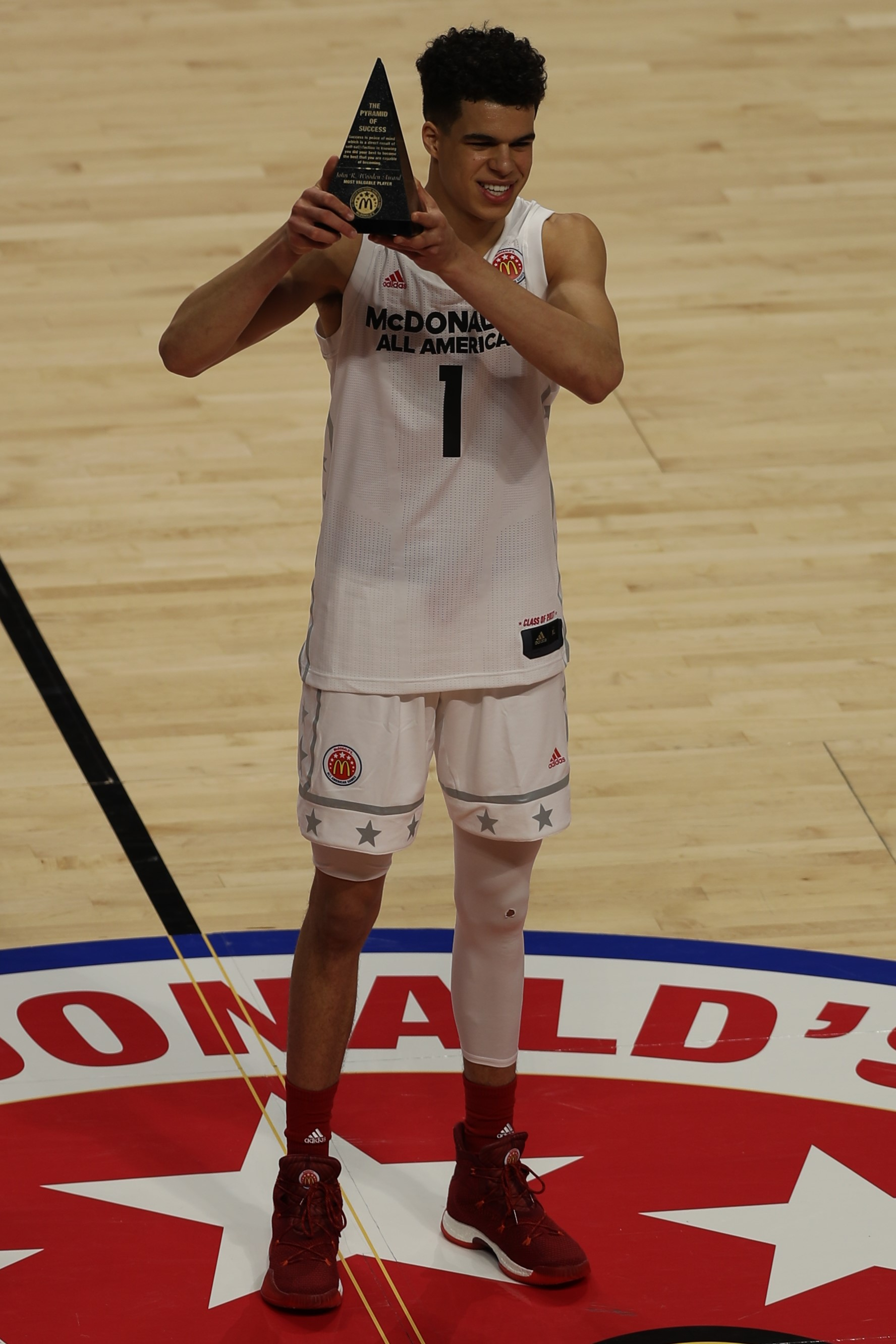
Prognozowany wcześniej do top10, a nawet top5 draftu Michael Porter Jr. ostatecznie wybrany został z czternastym numerem przez Denver Nuggets.

## Zaproszeni uczestnicy
National Basketball Association co roku zaprasza od 15 do 20 uczestników draftu do tak zwanego „green roomu”, specjalnego pokoju w miejscu odbywania się draftu, gdzie siedzą zaproszeni zawodnicy, ich rodziny i agenci. W tym roku zostali zaproszeni następujący gracze (lista w kolejności alfabetycznej).
- Deandre Ayton
- Marvin Bagley III
- Mohamed Bamba
- Mikal Bridges
- Miles Bridges
- Wendell Carter
- Donte DiVincenzo
- Luka Dončić
- Shai Gilgeous-Alexander
- Aaron Holiday
- Chandler Hutchison
- Jaren Jackson Jr.
- Kevin Knox
- Michael Porter Jr.
- Jerome Robinson
- Collin Sexton
- Zhaire Smith
- Lonnie Walker
- Robert Williams
- Trae Young